# Dămienești
Dămienești – wieś w Rumunii, w okręgu Bacău, w gminie Dămienești. W 2011 roku liczyła 497 mieszkańców.